# Banneville-sur-Ajon
Banneville-sur-Ajon là một xã ở tỉnh Calvados, thuộc vùng Normandie ở tây bắc nước Pháp.